# Selma Gürbüz
Selma Gürbüz est une artiste peintre et sculpteur turque, née en 1960 à Istanbul et morte le 22 avril 2021 dans la même ville,.

## Biographie
Selma Gürbüz est née à Istanbul. Elle a étudié les Beaux Arts en Angleterre à Exeter College puis à l'Université de Marmara, à Istanbul en Turquie. Artiste de renommée internationale, elle expose dans le monde entier. Nombre de ses œuvres se trouvent dans les collections publiques en Turquie ou en Angleterre,. Elle aborde aussi bien la peinture que la sculpture, la création de décors de théâtre que l’illustration de livres. Elle a également réalisé les décors et les costumes des films La Tour de l’horloge et Rencontre, de son compagnon, le cinéaste Ömer Kavur, disparu en 2005.
Les critiques d’art soulignent l’extraordinaire pureté de ses œuvres qui révèlent l’univers mystérieux de l’artiste où l’on sent des affinités avec l’Orient. L’ensemble de son œuvre est une invitation à voyager à travers les traditions plastiques de l’Orient et de l’Occident.